# Vilém Flusser
Vilém Flusser (Praga, 12 de mayo de 1920 - 27 de noviembre de 1991) fue un escritor, filósofo y periodista checo-brasileño, nacido en una familia de judíos intelectuales en Checoslovaquia (actualmente República Checa). Vivió por más de tres décadas en São Paulo, Brasil, donde se desempeñó como profesor de Filosofía del Lenguaje, Cine y Teoría de la Comunicación.

## Biografía
En 1938 comenzó a estudiar filosofía. Tras la ocupación de Praga por los nazis en 1939, Flusser emigró a Londres, junto con su futura esposa Edith Barth, donde los esperaban los padre de Edith que habían logrado llegar un poco antes. Allí continuó sus estudios en la London School of Economics. Luego en 1940 abandona Inglaterra para irse a Brasil, emigrando junto a la familia de su esposa. Cuando llegó a Río de Janeiro se enteró de la muerte de su padre Gustav Flusser, representante en el Parlamento del partido social-demócrata. En Brasil, llevó por muchos años una vida dividida entre su trabajo y su creciente interés filosófico. En 1945 después del final de la Segunda Guerra Mundial, Flusser se entera de la muerte de toda su familia en los campos de asesinato nazis. Sus primeros artículos fueron publicados por 1961 en el Suplemento Literario do Estado de Sāo Paulo. Y un año después, en 1962 es nombrado miembro del Instituto Brasilero de Filosofía y en 1963 efectúa su primera publicación: Lingua e realidade (Lenguaje y realidad), una conferencia en Teorías de la Comunicación en la Universidad de São Paulo y un ciclo de conferencias sobre "Filosofia da Lingua" (Filosofía del Lenguaje). En 1964 es nombrado profesor de Teorías de la Comunicación en la Facultad de Comunicación y Humanidades de la Fundación AA Penteado (FAAP), en São Paulo. Flusser tuvo esta posición hasta 1970 cuando es nombrado miembro del consejo asesor de la Bienal de São Paulo. Seis años más tarde en 1970 escribe el manuscrito Auf der Suche nach einem neuen Menschen (En busca de un nuevo ser humano). Solo dos años después el diario Folha de São Paulo crea una columna de "Posto Zero" (Punto Zero) para Flusser. 
Luego de la ocupación militar, se le hizo cada vez más difícil a Flusser publicar sus artículos en Brasil. En 1971 deja Brasil y viaja a Europa con su esposa Edith Barth. Allí da muchas conferencias, comenzando en Merano, Italia. En 1973 Flusser comienza a escribir su autobiografía filosófica Zeugenschaft aus der Bodenlosigkeit (Ser testigo de lo sin fondo / de fundamento) que posteriormente denomina como "Bodenlos". Flusser publica su primer libro en Francia, se entrega en un manuscrito en inglés. Publica también sus primeros artículos en periódicos y revistas francesas y participa en numerosas conferencias. En 1977 Flusser resume sus conceptos de comunicación en la filosofía, por primera vez en inglés y alemán, a continuación, en francés, en el manuscrito del libro Las mutaciones de las relaciones humanas, publicado como Kommunikologie. En 1980 ofrece una conferencia llamada "La société postindustrielle" (Sociedad postindustrial) en la Oficina Regional de la Cultura en Marsella. También este año Flusser escribe el manuscrito Nachgeschichte (poshistoria) en alemán y portugués. Un año más tarde los Flusser se trasladan a Robion en Provence. Él escribe el ensayo Für eine Philosophie der Fotografie (Hacia una Filosofía de la Fotografía). También comienza las versiones en inglés y francés.
En 1991 es profesor visitante en la Ruar-Universität Bochum, Alemania, con seminarios sobre la comunicación humana, las estructuras de comunicación y la comunicología como crítica cultural. Ese mismo año, el 27 de noviembre, Flusser muere en un accidente automovilístico, en el límite de Alemania con Checoslovaquia, lugar donde había nacido y al que quería regresar.

## Hacia una filosofía de la fotografía
En 1983 publica Für eine Philosophie der Fotografie. Ese libro ha tenido gran éxito y ha sido publicado en 14 idiomas diferentes. Se trata de un ensayo en el que el autor toma como objeto de reflexión a la fotografía como acto transcendental, y a su resultado como Imagen "informativa". Haciendo hincapié en un modelo paradigmático de la tecnología en relación con la producción y a la difusión de información cargada de sentido. 
La investigación se basa en la idea de que la humanidad  experimentó dos momentos fundamentales desde su comienzo. El primero, relacionado con la invención de la escritura lineal, y el segundo vinculado con la aparición de las imágenes técnicas. Estas son su objeto filosófico, las imágenes creadas por máquinas y mediadas por el hombre.
Para profundizar en este paradigma comunicacional, comienza por describirnos a la imagen, y de esta afirma que “son superficies significativas, en la mayoría de los casos significan algo exterior, y tienen la finalidad de que ese algo se vuelva imaginable para nosotros, al abstraerlo, reduciendo sus cuatro dimensiones de espacio y tiempo a las dos dimensiones de un plano”. Por otro lado, a la capacidad inteligente del fotógrafo al tomar del exterior algo y plasmarlo dándole sentido, se le llama imaginación.
El problema de la cuestión radica en el hecho del hombre que ya no encuentra su camino en el mundo, produciendo imágenes de este recorrido, sino que se ha convertido en un ser humano que encuentra al mundo en las imágenes, creándose lo que el llama una alucinación. 
Teniendo en cuenta los aspectos nombrados, para el autor el fotógrafo debe tener claro que está determinado por las posibilidades tecnológicas del aparato (Flusser usa la metáfora de la "caja negra"), y que está efectuando un recorte del mundo exterior, creando conceptos que repercuten en las mentes de los receptores. A su vez , la imagen debe contribuir a que la crítica comprenda estos aspectos, para que no la confunda con el mundo real al procesarlas, y aún peor, que parezcan haberse impreso por sí mismas sobre una superficie, como un acto natural.
El pensamiento de Vilém Flusser se hace más denso cuando nos incita a pensar como estos aparatos viven en constante roce con la cotidianeidad, en cada casa, en cada pueblo y en cada ciudad. La tecnología se encarga de que la máquina sea cada vez más automática, más pequeña y más barata, reproduciendo un círculo vicioso en camino hacia la ilusión que nos hace alejarnos del mundo real. Concluyendo al fin en un hombre que no goza de un instante sin captarlo fotográficamente, ya no se puede ver al mundo si no es a través de las imágenes. En tiempos anteriores, las palabras explicaban a las imágenes, hoy el paradigma es exactamente el contrario, las imágenes explican al mundo. Este es el reto del fotógrafo, como lograr oponerse al flujo de imágenes redundantes que alejen al hombre del entendimiento, logrando fotografías realmente informativas, es decir que introduzcan alguna novedad no prevista originalmente en su programa científico-tecnológico.
Por lo tanto, el fin del ensayo no es establecer duras tesis existenciales, sino contribuir a la discusión y al pensamiento sobre nuestra realidad, y la relación que esta tiene con la tecnología creadora de sentidos que atraviesa nuestras vidas plenamente.

## Obras principales
- Lenguaje y realidad. Sao Paulo, 1963. Sao Paulo: Annablume, 2007, 3 ª ed.
- The History of the Devil (São Paulo, 1965)
- Religiosidad: la literatura y el sentido de la realidad (São Paulo, 1967)
- Codifié Le Monde (París, 1972)
- Natural: la mente (Sao Paulo, 1979)
- Historia Post (São Paulo, 1982)
- La Filosofía de la caja Negra: Las pruebas para un futuro de la filosofía de la fotografía (São Paulo, 1983)
- Technischen Ins Universum der Bilder (Göttingen, 1985)
- Die Schrift - Hat Schreiben Zukunft? (Göttingen, 1987)
- Vampyroteuthis infernalis (Göttingen, 1987)
- Angenommen - eine Szenenfolge (Göttingen, 1989)
- Gesten - Versuch einer Fenomenología (Düsseldorf / Bensheim, 1991).
- Bodenlos: Una autobiografía filosófica. Sao Paulo: Annablume, 2007.